# Eleição municipal de Conselheiro Lafaiete em 2016
A eleição municipal de Conselheiro Lafaiete em 2016 foi realizada para eleger um prefeito, um vice-prefeito e 13 vereadores no município de Conselheiro Lafaiete, no estado brasileiro de Minas Gerais. Foram eleitos) e  para os cargos de prefeito(a) e vice-prefeito(a), respectivamente. Seguindo a Constituição, os candidatos são eleitos para um mandato de quatro anos a se iniciar em 1º de janeiro de 2017. A decisão para os cargos da administração municipal, segundo o Tribunal Superior Eleitoral, contou com 91 788 eleitores aptos e 13 845 abstenções, de forma que 15,08% do eleitorado não compareceu às urnas naquele turno.

## Resultados

### Eleição municipal de Conselheiro Lafaiete em 2016 para Prefeito
A eleição para prefeito contou com 4 candidatos em 2016: Benito Nicolau Laporte do Partido Republicano da Ordem Social, Mario Marcus Leão Dutra do Democratas (Brasil), Ivar de Almeida Cerqueira Neto do Partido Socialista Brasileiro, Edie Oliveira Rezende do Partido Trabalhista Cristão que obtiveram, respectivamente, 0, 35.036, 12.884, 1.340 votos. O Tribunal Superior Eleitoral também contabilizou 15,08% de abstenções nesse turno. 
| Candidato(a)                         | Vice                               | Coligação                                   | Votos recebidos | Percentual |
| ------------------------------------ | ---------------------------------- | ------------------------------------------- | --------------- | ---------- |
| Mario Marcus Leão Dutra (DEM)        | Marco Antonio Reis Carvalho        | Juntos Por uma Nova Lafaiete                | 35.036          | 71.12%     |
| Ivar de Almeida Cerqueira Neto (PSB) | Darci Tavares                      | Lafaiete no Rumo Certo                      | 12.884          | 26,16%     |
| Edie Oliveira Rezende (PTC)          | Claussius Vinicius Ferber dos Reis | Partido Trabalhista Cristão (sem coligação) | 1.340           | 2,72%      |
| Benito Nicolau Laporte (PROS)        | Julio Cesar de Almeida Barros      | Juntos Por Lafaiete                         | 0               | 0%         |

### Eleição municipal de Conselheiro Lafaiete em 2016 para Vereador
Na decisão para o cargo de vereador na eleição municipal de 2016, foram eleitos 13 vereadores com um total de 65 946 votos válidos. O Tribunal Superior Eleitoral contabilizou 4 329 votos em branco e 7 668 votos nulos. De um total de 91 788 eleitores aptos, 13 845 (15.08%) não compareceram às urnas.
| Nome                         | Partido político                               | Coligação                                               | Votos recebidos | Percentual |
| ---------------------------- | ---------------------------------------------- | ------------------------------------------------------- | --------------- | ---------- |
| Carla Maria Sassi de Miranda | Partido Socialista Brasileiro (PSB)            | Partido Socialista Brasileiro (sem coligação)           | 1.715           | 2,60%      |
| Sandro Jose dos Santos       | Partido da Social Democracia Brasileira (PSDB) | Partido da Social Democracia Brasileira (sem coligação) | 1.642           | 2,49%      |
| Divino Pereira               | Partido Social Liberal (PSL)                   | Partido Social Liberal (sem coligação)                  | 1.605           | 2,43%      |
| Washington Fernando Bandeira | Partido Trabalhista Brasileiro (PTB)           | Partido Trabalhista Brasileiro (sem coligação)          | 1.176           | 1,78%      |
| André Luis de Menezes        | Partido da República (PR)                      | Partido da República (sem coligação)                    | 1.044           | 1,58%      |
| Jose Geraldo de Almeida      | Progressistas (PP)                             | Progressistas (sem coligação)                           | 1.029           | 1,56%      |
| Francisco Paulo da Silva     | Partido dos Trabalhadores (PT)                 | Partido dos Trabalhadores (sem coligação)               | 922             | 1,4%       |
| Pedro Américo de Almeida     | Partido dos Trabalhadores (PT)                 | Partido dos Trabalhadores (sem coligação)               | 891             | 1,35%      |
| Joao Paulo Fernandes Resende | Democratas (DEM)                               | Democratas (sem coligação)                              | 813             | 1,23%      |
| Jose Lucio de Souza Barbosa  | Partido da Social Democracia Brasileira (PSDB) | Partido da Social Democracia Brasileira (sem coligação) | 811             | 1,23%      |
| Alan Teixeira de Carvalho    | Partido Humanista da Solidariedade (PHS)       | Lafaiete Democrática e Solidária                        | 677             | 1,03%      |
| Carlos Aparecido da Silva    | Solidariedade (SD)                             | Coligação Solidária                                     | 603             | 0,91%      |
| Darcy Jose de Souza          | Solidariedade (SD)                             | Coligação Solidária                                     | 563             | 0,85%      |